# Alessia Scriboni
Alessia Scriboni (Roma, 20 marzo 1996) è un'attrice e ballerina italiana.

## Biografia
Nata nel 1996 a Roma, si appassiona sin da piccola al mondo delle arti e dello spettacolo, praticando dapprima la danza classica e moderna, per circa dieci anni, ed avvicinandosi poi alla recitazione. Nel 2015 frequenta un laboratorio cinematografico diretto da Giancarlo Giannini, mentre in seguito frequenta il Teatro Azione e la scuola cinematografica HT Studio, dove apprende la Tecnica Chubbuck. È laureata al DAMS di Roma. Ha lavorato come modella per Hollister e Biosthetique ed è comparsa in diversi spot televisivi, tra cui Prestiti BancoPosta per Poste italiane, per la regia di Augusto Zapiola.
Nel 2018 arriva il primo ruolo televisivo, dove interpreta Barbara Biondo in Immaturi - La serie. Nel 2019 arriva anche l'esordio nel mondo del cinema, dove recita in Mollami, diretto da Matteo Gentiloni, ed in Appena un minuto, diretto da Francesco Mandelli, mentre nel 2020 recita in Cambio tutto! con Valentina Lodovini per la regia di Guido Chiesa.
Nel 2019 interpreta il personaggio di Sofia nella serie televisiva italiana Baby, diretta da Andrea De Sica, Anna Negri e Letizia Lamartire, prodotta da Fabula Pictures, distribuita da Netflix. Nel 2020 viene rinnovato il suo ruolo di Sofia per la terza e ultima stagione di Baby. Sempre nel 2020, prende parte alla seconda stagione di Nero a metà, recitando nella quarta puntata, ottavo episodio.
È in seguito protagonista del video musicale del brano "Vertigine" di Levante, tratto sempre da Baby, insieme ad altri due attori della serie, Brando Pacitto e Mirko Trovato.
Nel 2022 è la protagonista del videoclip del brano "Una domanda facile", del cantautore Massimo Moi, mentre nel 2023 compare nel videoclip del brano "Summer Love" di Moses Skelly, come protagonista e ballerina.

## Filmografia

### Cinema
- Mollami, regia di Matteo Gentiloni (2019)
- Appena un minuto, regia di Francesco Mandelli (2019)
- Cambio tutto!, regia di Guido Chiesa (2020)

### Televisione
- Immaturi - La serie – serie TV (2018)
- Baby – serie TV (2019-2020)
- Nero a metà - serie TV, episodio 2x08 (2020)

### Spot TV
- Prestiti BancoPosta, regia di Augusto Zapiola (2018)

### Videoclip
- Vertigine- Levante (2020)
- Una domanda facile - Massimo Moi (2022)
- Summer Love - Moses Skelly feat. Psychee (2023)